# Cargolia semialbata
Cargolia semialbata là một loài bướm đêm trong họ Geometridae.